# Canalul vomerorostral
Canalul vomerorostral sau canalul sfenovomerian median (Canalis vomerorostralis), este un canal mic situat pe linia mediană între șanțul antero-posterior dintre aripile vomerului și ciocul sfenoidului și care este umplut cu țesut conjunctiv.